# Ононське
Оно́нське (рос. Ононское) — село у складі Шилкинського району Забайкальського краю, Росія. Адміністративний центр Ононського сільського поселення.
Старі назви — совхоз Ононський, Дурой.

## Населення
Населення — 1284 особи (2010; 1478 у 2002).
Національний склад (станом на 2002 рік):
- росіяни — 96 %